# 扇鰭翹嘴脂鯉
扇鰭翹嘴脂鯉（Pyrrhulina rachoviana），為輻鰭魚綱脂鯉目脂鯉亞目鱂脂鯉科的其一種，為熱帶淡水魚，分布於南美洲阿根廷北部淡水流域，體長可達3.9公分，棲息中底層水域，生活習性不明，可作為觀賞魚。